# Porrorchis rotundus
Porrorchis rotundus är en hakmaskart som först beskrevs av Otto Friedrich Bernhard von Linstow 1897.  Porrorchis rotundus ingår i släktet Porrorchis och familjen Plagiorhynchidae. Inga underarter finns listade i Catalogue of Life.